# Ivan Hlinka Memorial Tournament 2017
Das Ivan Hlinka Memorial Tournament 2017 war die 27. Austragung des Ivan Hlinka Memorial Tournament, einem Eishockeyturnier für Nachwuchs-Nationalmannschaften der Altersklasse U18. Es fand vom 7. bis zum 12. August 2017 im tschechischen Břeclav und im slowakischen Bratislava statt. Rekordsieger Kanada gewann mit einem Finalsieg gegen Gastgeber Tschechien seine 21. Goldmedaille. Die Bronzemedaille ging an die schwedische Auswahl.

## Modus
Die acht Teilnehmer wurden in zwei Gruppen mit je vier Mannschaften eingeteilt. In der Gruppenphase spielte jedes Team einmal gegen alle anderen Gruppenteilnehmer und absolvierte somit drei Spiele. Die jeweiligen Gruppenersten und -zweiten qualifizierten sich für das Halbfinale, das ebenso wie das Finale als K.-o.-Spiel ausgetragen wurde.

## Gruppenphase

### Gruppe A
| 7. August 2017 15:30 Uhr (Ortszeit) | Vereinigte Staaten Philippe Lapointe (14:11) | 1:6 (1:0, 0:4, 0:2) Spielbericht | Schweden Lukas Wernblom (33:26) Marcus Westfält (35:20) Samuel Fagemo (38:48) Filip Johansson (39:09) Lukas Wernblom (52:10) Samuel Fagemo (59:23) | Zimní stadion v Břeclavi, Břeclav Zuschauer: 523 |

| 7. August 2017 19:00 Uhr | Tschechien Jan Jeník (8:42) Dominik Arnošt (11:04) Vojtěch Střondala (21:01) Jakub Lauko (26:24) Jan Jeník (35:34) Jakub Lauko (44:21) | 6:2 (2:1, 3:0, 1:1) Spielbericht | Schweiz Valentin Nussbaumer (7:00) Matthew Verboon (47:19) | Zimní stadion v Břeclavi, Břeclav Zuschauer: 1523 |

| 8. August 2017 15:30 Uhr | Schweiz Gian-Marco Wetter (16:45) | 1:2 (1:1, 0:1, 0:0) Spielbericht | Vereinigte Staaten Jack Drury (1:09) Curtis Hall (37:27) | Zimní stadion v Břeclavi, Břeclav Zuschauer: 223 |

| 8. August 2017 19:00 Uhr | Tschechien Karel Plášek (14:31) Jan Jeník (22:42) Karel Plášek (41:20) | 3:7 (1:2, 1:4, 1:1) Spielbericht | Schweden Samuel Fagemo (16:19) Jacob Olofsson (18:57) Marcus Westfält (25:28) Jonatan Berggren (27:53) Filip Hållander (36:48) Samuel Fagemo (37:26) David Gustafsson (46:20) | Zimní stadion v Břeclavi, Břeclav Zuschauer: 1982 |

| 9. August 2017 15:30 Uhr | Schweden Adam Ginning (4:27) Jonatan Berggren (8:23) Samuel Fagemo (21:39) Filip Hållander (33:29) | 4:2 (2:1, 2:1, 0:0) Spielbericht | Schweiz Sandro Schmid (3:32) Mathieu Vouillamoz (34:16) | Zimní stadion v Břeclavi, Břeclav Zuschauer: 200 |

| 9. August 2017 19:00 Uhr | Tschechien Adam Gajarský (0:34) Jan Jeník (19:48) Libor Zábranský (24:40) Vojtěch Střondala (36:51) Michal Kvasnica (48:59) Jakub Lauko (50:18) Jan Jeník (59:18) | 7:3 (2:0, 2:1, 3:2) Spielbericht | Vereinigte Staaten Ryan Savage (34:47) Jack Drury (41:00) Blake McLaughlin (59:43) | Zimní stadion v Břeclavi, Břeclav Zuschauer: 2145 |

| Pl. |                    | Sp | S | OTS | OTN | N | Tore  | Punkte |
| 1.  | Schweden           | 3  | 3 | 0   | 0   | 0 | 17:06 | 9      |
| 2.  | Tschechien         | 3  | 2 | 0   | 0   | 1 | 16:12 | 6      |
| 3.  | Vereinigte Staaten | 3  | 1 | 0   | 0   | 2 | 06:14 | 3      |
| 4.  | Schweiz            | 3  | 0 | 0   | 0   | 3 | 05:12 | 0      |

Abkürzungen: Pl. = Platz, Sp = Spiele, S = Siege, OTS = Siege nach Verlängerung oder Penaltyschießen, OTN = Niederlagen nach Verlängerung oder Penaltyschießen, N = Niederlagen

Erläuterungen: Qualifikant für das Halbfinale

### Gruppe B
| 7. August 2017 15:30 Uhr (Ortszeit) | Kanada Barrett Hayton (5:48) Jack McBain (35:22) Akil Thomas (44:41) Penalty-Shootout: Jared McIsaac Nolan Foote Joe Veleno | 3:4 n. P. (1:1, 1:1, 1:1, 0:0, 0:1) Spielbericht | Russland Nikita Rtischtschew (10:38) Dmitri Sawgorodni (24:10) Dmitri Sawgorodni (41:09) Penalty-Shootout: Dmitri Sawgorodni Jegor Sokolow Ruslan Ischakow | Zimný štadión Ondreja Nepelu, Bratislava Zuschauer: 1012 |

| 7. August 2017 19:00 Uhr | Slowakei Alexander Zekucia (19:17) | 1:6 (1:2, 0:1, 0:3) Spielbericht | Finnland Toni Utunen (11:08) Rasmus Kupari (16:12) Leevi Aaltonen (36:26) Toni Utunen (52:21) Rasmus Kupari (54:46) Leevi Aaltonen (57:00) | Zimný štadión Ondreja Nepelu, Bratislava Zuschauer: 1370 |

| 8. August 2017 15:30 Uhr | Finnland Matias Maccelli (58:19) | 1:5 (0:1, 0:2, 1:2) Spielbericht | Kanada Benoît-Olivier Groulx (5:09) Calen Addison (27:45) Nolan Foote (34:40) Jack McBain (47:03) Gabriel Fortier (55:15) | Zimný štadión Ondreja Nepelu, Bratislava Zuschauer: 315 |

| 8. August 2017 19:00 Uhr | Slowakei Kristián Kováčik (0:34) Martin Bučko (34:11) Ján Sarvaš (53:35) | 3:9 (1:2, 1:4, 1:3) Spielbericht | Russland Maxim Schabanow (7:31) Ruslan Ischakow (19:59) Alexander Schabrejew (22:38) Damir Biljalow (26:15) Alexander Schabrejew (30:45) Pawel Rotenberg (30:59) Matwei Guskow (43:33) Pawel Rotenberg (47:49) Dmitri Sawgorodni (51:52) | Zimný štadión Ondreja Nepelu, Bratislava Zuschauer: 1626 |

| 9. August 2017 15:30 Uhr | Russland Pawel Rotenberg (9:19) Dmitri Sawgorodni (15:35) Matwei Guskow (43:40) | 3:1 (2:0, 0:1, 1:0) Spielbericht | Finnland Mikko Kokkonen (24:30) | Zimný štadión Ondreja Nepelu, Bratislava Zuschauer: 303 |

| 9. August 2017 19:00 Uhr | Slowakei Oliver Turan (45:27) | 1:6 (0:2, 0:2, 1:2) Spielbericht | Kanada Calen Addison (18:08) Gabriel Fortier (18:34) Barrett Hayton (31:07) Anderson MacDonald (35:39) Joe Veleno (47:20) Barrett Hayton (49:49) | Zimný štadión Ondreja Nepelu, Bratislava Zuschauer: 1974 |

| Pl. |          | Sp | S | OTS | OTN | N | Tore  | Punkte |
| 1.  | Russland | 3  | 2 | 1   | 0   | 0 | 16:07 | 8      |
| 2.  | Kanada   | 3  | 2 | 0   | 1   | 0 | 14:06 | 7      |
| 3.  | Finnland | 3  | 1 | 0   | 0   | 2 | 08:09 | 3      |
| 4.  | Slowakei | 3  | 0 | 0   | 0   | 3 | 05:21 | 0      |

Abkürzungen: Pl. = Platz, Sp = Spiele, S = Siege, OTS = Siege nach Verlängerung oder Penaltyschießen, OTN = Niederlagen nach Verlängerung oder Penaltyschießen, N = Niederlagen

Erläuterungen: Qualifikant für das Halbfinale

## Platzierungsspiele

### Spiel um Platz 7
| 11. August 2017 15:30 Uhr (Ortszeit) | Schweiz Sandro Schmid (29:46) Dylan Pena-Triana (47:09) | 2:1 (0:1, 1:0, 1:0) Spielbericht | Slowakei Oliver Okuliar (2:45) | Zimný štadión Ondreja Nepelu, Bratislava Zuschauer: 312 |

### Spiel um Platz 5
| 11. August 2017 15:30 Uhr (Ortszeit) | Finnland Leevi Aaltonen (7:46) Jesperi Kotkaniemi (21:31) Sampo Ranta (59:41) | 3:4 n. V. (1:1, 1:1, 1:1, 0:1) Spielbericht | Vereinigte Staaten Curtis Hall (14:24) Blade Jenkins (26:19) Curtis Hall (40:15) Ryder Donovan (62:14) | Zimní stadion v Břeclavi, Břeclav Zuschauer: 254 |

## Finalrunde
|  | Halbfinale | Halbfinale | Halbfinale |  |  | Finale | Finale     | Finale |
|  |            |            |            |  |  |        |            |        |
|  |            |            |            |  |  |        |            |        |
|  | A1         | Schweden   | 1          |  |  |        |            |        |
|  | B2         | Kanada     | 4          |  |  |        |            |        |
|  |            |            |            |  |  | B2     | Kanada     | 4      |
|  |            |            |            |  |  | A2     | Tschechien | 1      |
|  | B1         | Russland   | 1          |  |  |        |            |        |
|  | A2         | Tschechien | 2          |  |  |        |            |        |
|  |            |            |            |  |  |        |            |        |

### Halbfinale
| 11. August 2017 19:00 Uhr (Ortszeit) | Schweden Lukas Wernblom (39:58) | 1:4 (0:0, 1:1, 0:3) Spielbericht | Kanada Akil Thomas (35:34) Serron Noel (48:36) Benoît-Olivier Groulx (57:27) Aidan Dudas (59:25) | Zimný štadión Ondreja Nepelu, Bratislava Zuschauer: 550 |

| 11. August 2017 19:00 Uhr | Russland Danila Djadenkin (6:26) | 1:2 (1:1, 0:1, 0:0) Spielbericht | Tschechien Jan Jeník (12:45) Jakub Lauko (22:30) | Zimní stadion v Břeclavi, Břeclav Zuschauer: 2895 |

### Spiel um Platz 3
| 12. August 2017 17:00 Uhr (Ortszeit) | Schweden Jonatan Berggren (49:17) Adam Boqvist (52:19) Filip Hållander (57:00) Jacob Olofsson (64:15) | 4:3 n. V. (0:1, 0:1, 3:1, 1:0) Spielbericht | Russland Dmitri Sawgorodni (0:18) Jegor Sokolow (27:19) Nikita Ochotjuk (59:37) | Zimný štadión Ondreja Nepelu, Bratislava Zuschauer: 350 |

### Finale
| 12. August 2017 17:00 Uhr (Ortszeit) | Kanada Jared McIsaac (16:26) Joe Veleno (22:19) Kevin Bahl (39:29) Jack McBain (47:53) | 4:1 (1:0, 2:1, 1:0) Spielbericht | Tschechien Dominik Arnošt (26:59) | Zimní stadion v Břeclavi, Břeclav Zuschauer: 3003 |

### Sieger – Kanada
| Sieger des Ivan Hlinka Memorial Tournament 2017 Kanada | Torhüter: Alexis Gravel, Olivier Rodrigue Verteidiger: Calen Addison, Kevin Bahl, Noah Dobson, Jared McIsaac, Ryan Merkley, Ty Smith, Jett Woo Angreifer: Luka Burzan, Ty Dellandrea, Aidan Dudas, Nolan Foote, Gabriel Fortier, Benoît-Olivier Groulx, Barrett Hayton, Anderson MacDonald, Jack McBain, Serron Noel, Jackson Shepard, Akil Thomas, Joe Veleno (C) Trainer: Brent Kisio |

## Beste Scorer
Abkürzungen: Sp = Spiele, T = Tore, V = Vorlagen, Pkt = Punkte, SM = Strafminuten; Fett: Bestwert
| Spieler           | Team       | Sp | T | V | Pkt | SM |
| ----------------- | ---------- | -- | - | - | --- | -- |
| Dmitri Sawgorodni | Russland   | 5  | 5 | 5 | 10  | 0  |
| Adam Boqvist      | Schweden   | 5  | 1 | 7 | 8   | 0  |
| Jan Jeník         | Tschechien | 5  | 6 | 1 | 7   | 0  |
| Rasmus Kupari     | Finnland   | 4  | 2 | 5 | 7   | 0  |
| Joe Veleno        | Kanada     | 5  | 2 | 5 | 7   | 8  |
| Pawel Rotenberg   | Russland   | 5  | 3 | 3 | 6   | 0  |
| Barrett Hayton    | Kanada     | 5  | 3 | 3 | 6   | 2  |
| Akil Thomas       | Kanada     | 5  | 2 | 4 | 6   | 0  |
| Calen Addison     | Kanada     | 5  | 2 | 4 | 6   | 4  |
| Ryan Merkley      | Kanada     | 5  | 0 | 6 | 6   | 10 |

## Beste Torhüter
Die kombinierte Tabelle zeigt die jeweils drei besten Torhüter in den Kategorien Gegentorschnitt und Fangquote.
Abkürzungen: Sp = Spiele, Min = Eiszeit (in Minuten), S = Siege, N = Niederlagen, GT = Gegentore, SO = Shutouts, Sv% = gehaltene Schüsse (in %), GTS = Gegentorschnitt; Fett: Bestwert
Es werden nur Torhüter erfasst, die mindestens 60 Minuten absolviert haben. Sortiert nach bestem Gegentorschnitt.
| Spieler          | Team     | Sp | Min | S | N | GT | SO | Sv%  | GTS  |
| ---------------- | -------- | -- | --- | - | - | -- | -- | ---- | ---- |
| Olivier Rodrigue | Kanada   | 4  | 240 | 4 | 0 | 4  | 0  | 94,2 | 1,00 |
| Jakob Hellsten   | Schweden | 2  | 63  | 1 | 0 | 2  | 0  | 93,1 | 1,90 |
| Akira Schmid     | Schweiz  | 3  | 153 | 1 | 1 | 5  | 0  | 93,0 | 1,96 |

## Abschlussplatzierungen
| Pl. | Team               |
| --- | ------------------ |
| 1   | Kanada             |
| 2   | Tschechien         |
| 3   | Schweden           |
| 4   | Russland           |
| 5   | Vereinigte Staaten |
| 6   | Finnland           |
| 7   | Schweiz            |
| 8   | Slowakei           |